# 阿薩博特
阿薩博特（Asabot）是埃塞俄比亞東部奧羅米亞州西哈勒爾蓋地區的小鎮，座標9°15′N 40°34′E / 9.250°N 40.567°E。鎮中有電話服務，2009年5月起提供流動電話服務。根據埃塞俄比亞中央統計局2005年人口普查的資料，阿薩博特人口約13,130，其中男性6,767人，女性6,363人。